# ماتياس فيريرا
ماتياس فيريرا (بالفرنسية: Matias Ferreira)‏ هو لاعب كرة قدم فرنسي، ولد في 1997 في ليه ليلا في فرنسا. لعب مع نادي النجم الأحمر سانت أوين.

## وصلات خارجية
- ماتياس فيريرا على موقع قاعدة بيانات كرة القدم.إي يو (الإنجليزية)
- ماتياس فيريرا على موقع Soccerway.com (الإنجليزية)